# Scutellinia macrospora
Scutellinia macrospora är en svampart som först beskrevs av Svrcek, och fick sitt nu gällande namn av Le Gal 1964. Scutellinia macrospora ingår i släktet Scutellinia och familjen Pyronemataceae.  Arten är reproducerande i Sverige. Inga underarter finns listade i Catalogue of Life.